# Autystyczny Dzień Dumy
Autystyczny Dzień Dumy (ang. Autistic Pride Day) – święto obchodzone corocznie 18 czerwca od 2005 roku przez dorosłe osoby będące w spektrum autyzmu, które chcą, aby przestał być uważany za zaburzenie, a stał się akceptowaną formą odmienności. 
Inicjatorem obchodów była zorganizowana grupa wsparcia Aspies For Freedom (AFF) działająca na rzecz ludzi z zespołem Aspergera.